# Dante Estense
Il Dante Estense è un codice conservato presso la Biblioteca Estense di Modena (segnatura Cod.Ital.474, a.R.4.8) riportante la Divina Commedia di Dante Alighieri e databile intorno al 1380-1390. Il codice risulta essere uno dei più significativi riguardanti il poema dell'Alighieri, specialmente per la preziosità stilistica.

## Storia
Realizzato sul finire del XIV secolo probabilmente presso la corte degli Este a Ferrara, il codice fu conservato nella Biblioteca realizzata a suo tempo da Niccolò III anche dopo il trasferimento della dinastia da Ferrara a Modena nel 1598. Qui resterà fino all'11 ottobre 1796 quando Napoleone, tramite i suoi commissari culturali, decise di trasferirlo alla Biblioteca nazionale di Francia, dalla quale ritornò nel 1816 in seguito alla Restaurazione per volere di Francesco, duca di Modena, tramite il suo bibliotecario Antonio Lombardi. Da quel momento, il Dante Estense rimase nella Biblioteca Estense Universitaria di Modena.

## Descrizione
Estremamente pregiato e al contempo risalente a non troppi decenni dalla morte di Dante, il Dante Estense rappresenta una significativa lezione della Divina Commedia in quanto il codice la riporta completamente. Codice membranaceo misurante 35x25,5 centimetri, il manoscritto risulta essere estremamente decorato attraverso miniature che illustrano il testo: motivo per cui attirò l'interesse dei francesi al momento dell'occupazione di Modena nel 1796.